# Klaswipper
Klaswipper ist ein Ort der Stadt Wipperfürth im Oberbergischen Kreis und liegt im südlichen Nordrhein-Westfalen (Deutschland) innerhalb des Regierungsbezirks Köln.
Das einzige evangelische der sieben Kirchdörfer Wipperfürths gehört zum Ortsbezirk Ohl und befindet sich etwa auf halber Strecke zwischen Stadtzentrum und Marienheide.
Das Dorf weist eine typische Straßenbebauung entlang der Gummersbacher Straße (B237) auf, die parallel zur Wupper verläuft. Die als Allee bepflanzte Straße begrenzt die Wupperaue nach Norden und prägt sie maßgeblich.

## Geschichte
Die Geschichte des Ortes ist mit der Geschichte Wipperfürths und Ohls verknüpft. Eine evangelische Kirche durfte erst 1788 im benachbarten Wipperfürth errichtet werden, nachdem man sich mit der Gemeinde Klaswipper vereint hatte. Neben der Kirche erinnert ein Denkmal an die in den beiden Weltkriegen Gefallenen.
Im Ort steht das langgestreckte Fachwerkgebäude Klaswipper 14 (ehemalige Gastwirtschaft) und der Hof Klaswipper 5, der westlich an die Kirche grenzt, unter Denkmalschutz. Auf dem westlich gelegenen Friedhof von Klaswipper sind das ehemalige Totengräberhaus und drei alte Grabsteine (19. Jahrh.) ebenfalls eingetragene Baudenkmäler.

## Kirche
Zwischen 1834 und 1837 wurde die evangelische Kirche im klassizistischen Stil in Anlehnung an die Normalkirche Schinkels erbaut. Die Kirche aus Bruchstein verfügt über einen Westturm und ein Pyramidendach. Eine Sehenswürdigkeit stellt der reich dekorierte Kanzelaltar dar. Die unter Denkmalschutz stehende Kirche kann nach Anmeldung besichtigt werden.

## Einrichtungen
- Freiwillige Feuerwehr Klaswipper
- Kindergarten Klaswipper

## Freizeit und Sport

### Sportvereine
- TV Klaswipper 1899 e. V.

### Chöre und Musikvereine
- Quartettverein 1926 Klaswipper

## Verkehr

### Busverbindungen
Durch Klaswipper fährt die Ovaglinie 336 Gummerbach - Marienheide - Wipp. Ohl - (Rönsahl) - Wipperfürth - Hückeswagen - RS-Lennep,
Mo.-Fr. alle 60 - 30 min. An Schultagen zur Hauptverkehrszeiten im 30 min Takt. Vereinzelnde Fahrten über Rönsahl.
Sa. und So. sowie an Feiertagen alle 60 min.
In Ohl (20 min Fußläufig) verkehrt der Saisonale Fahrradbus Marienheide - Wipperfürth - Hückeswagen - Wermelskirchen - Burscheid-Hilgen - Burscheid - Lev. -Pattscheid, -Opladen alle 120 min.
In Rönsahl (44 min Fußläufig) fährt Mo. - Fr. die MVG-Linie 94 Rönsahl - Kierspe ZOB alle 60-120 min. Sa. nur 4 Fahrten je Richtung.
Zwischen Ohl und Rönsahl verkehrt die Zusatzlinie 336R Mo. - Sa. mit je 6 Unregelmäßigen Fahrten am Tag.

### Straßen
Die Bundesstraße 237 von RS-Bergisch Born  über Hückeswagen - Wipperfürth, -Ohl, Kierspe-Rönsahl und Kierspe verläuft durch den Ort.

### Ehemalige Bahnanbindung
Der Haltepunkt Klaswipper lag an der Wippertalbahn (Bergisch Born–Marienheide), die inzwischen zu einem Bahntrassenradweg umgebaut wurde.

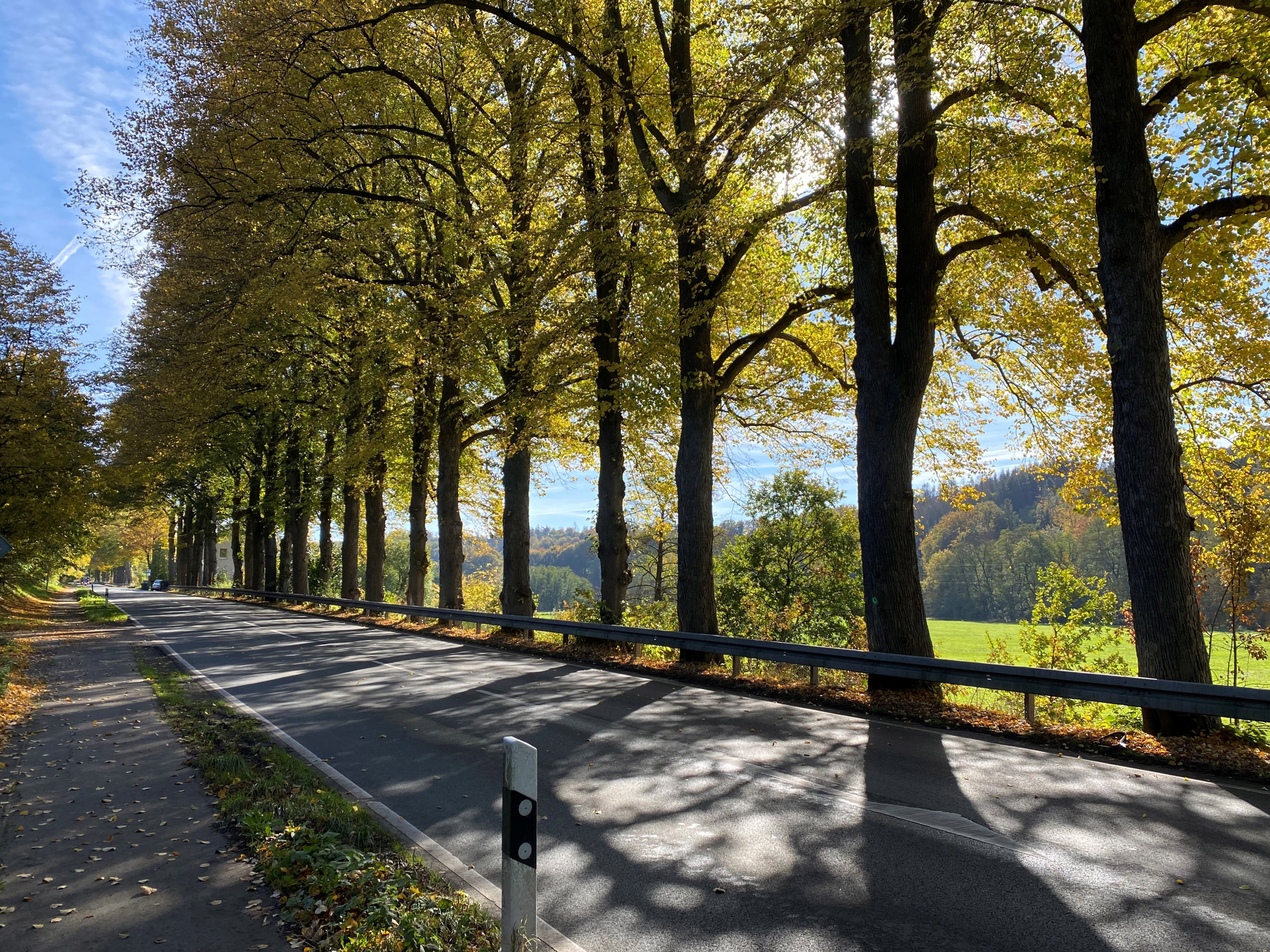
Allee Gummersbacher Straße bei Klaswipper
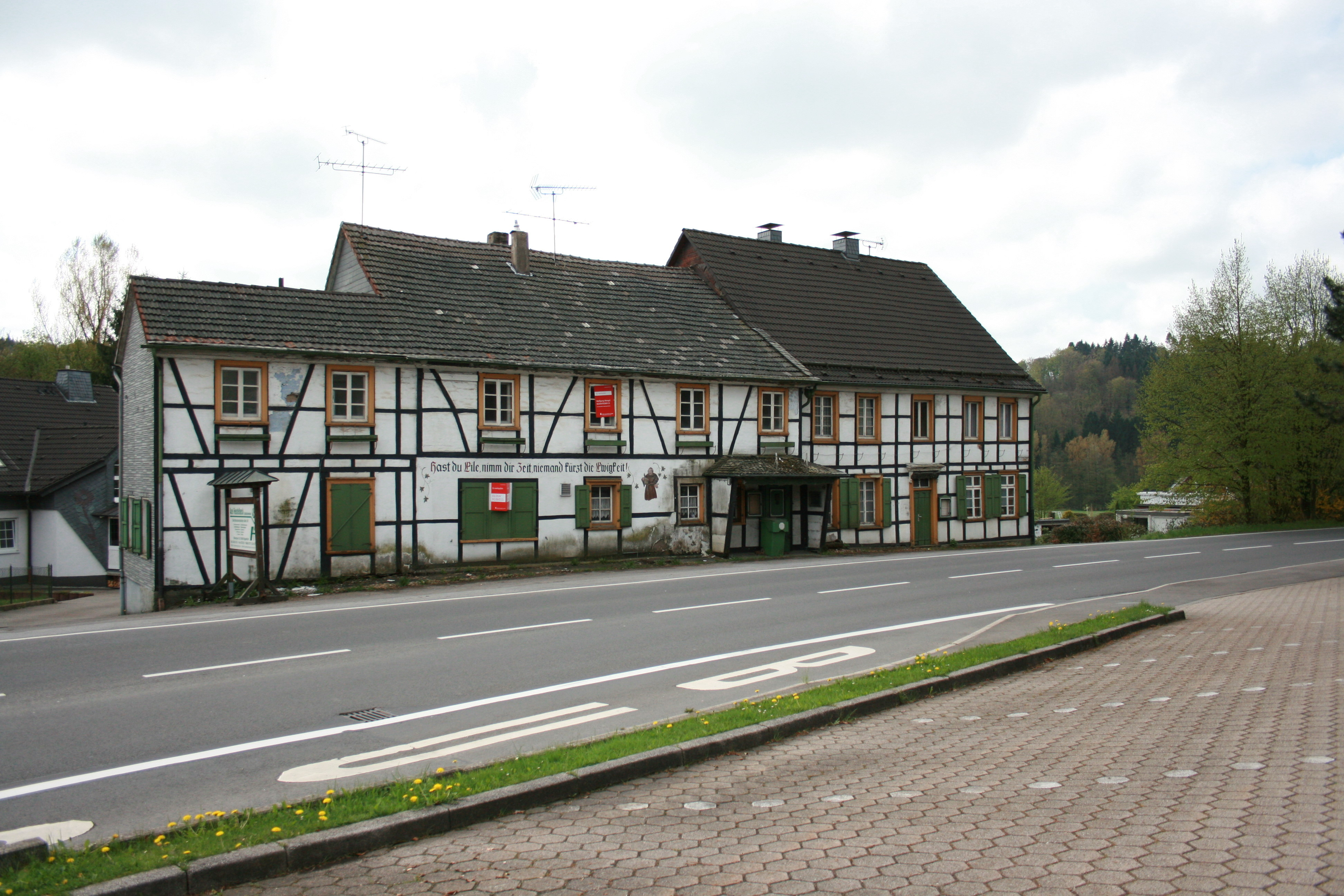
Baudenkmal Klaswipper 14
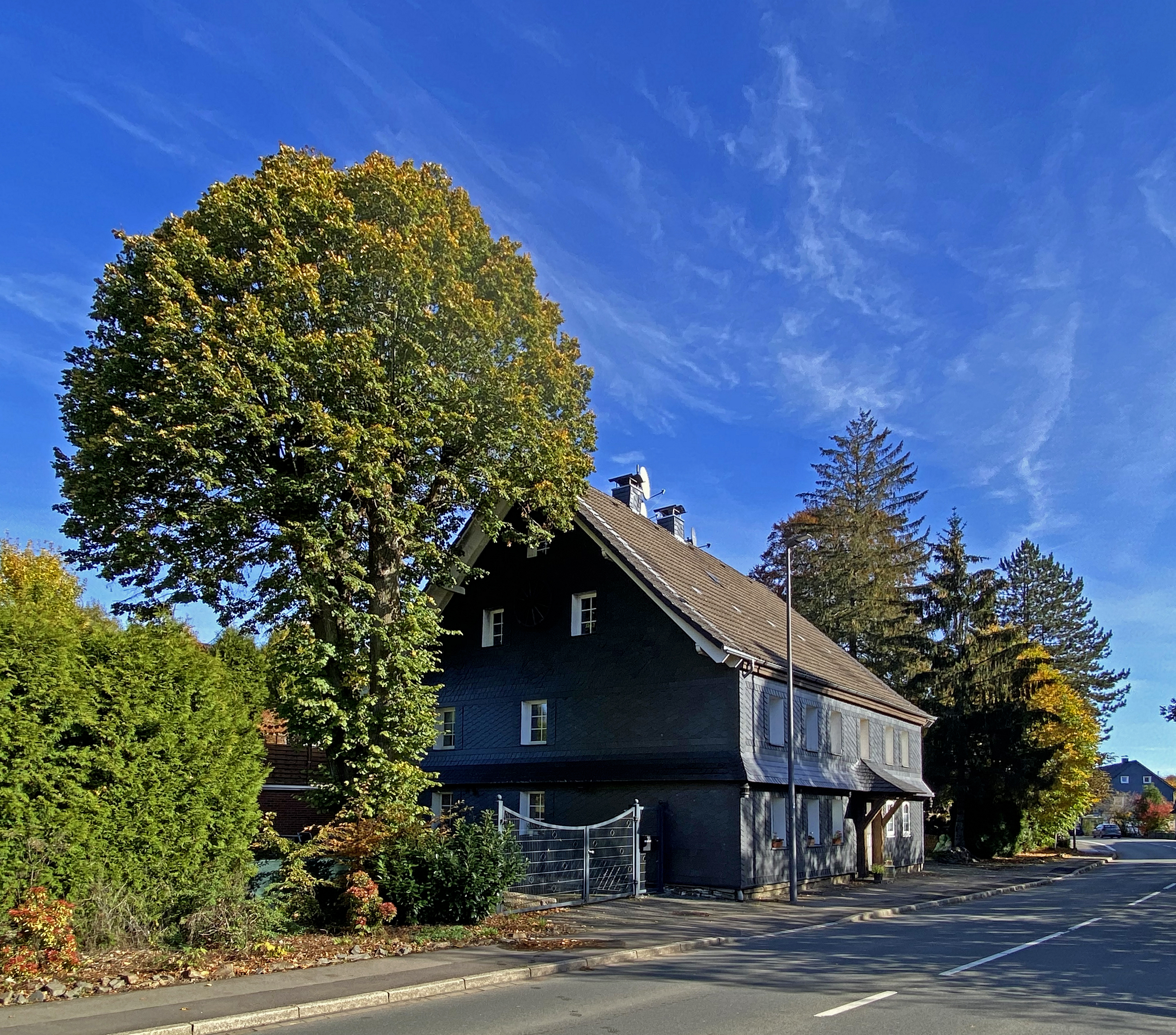
Baudenkmal Klaswipper 5
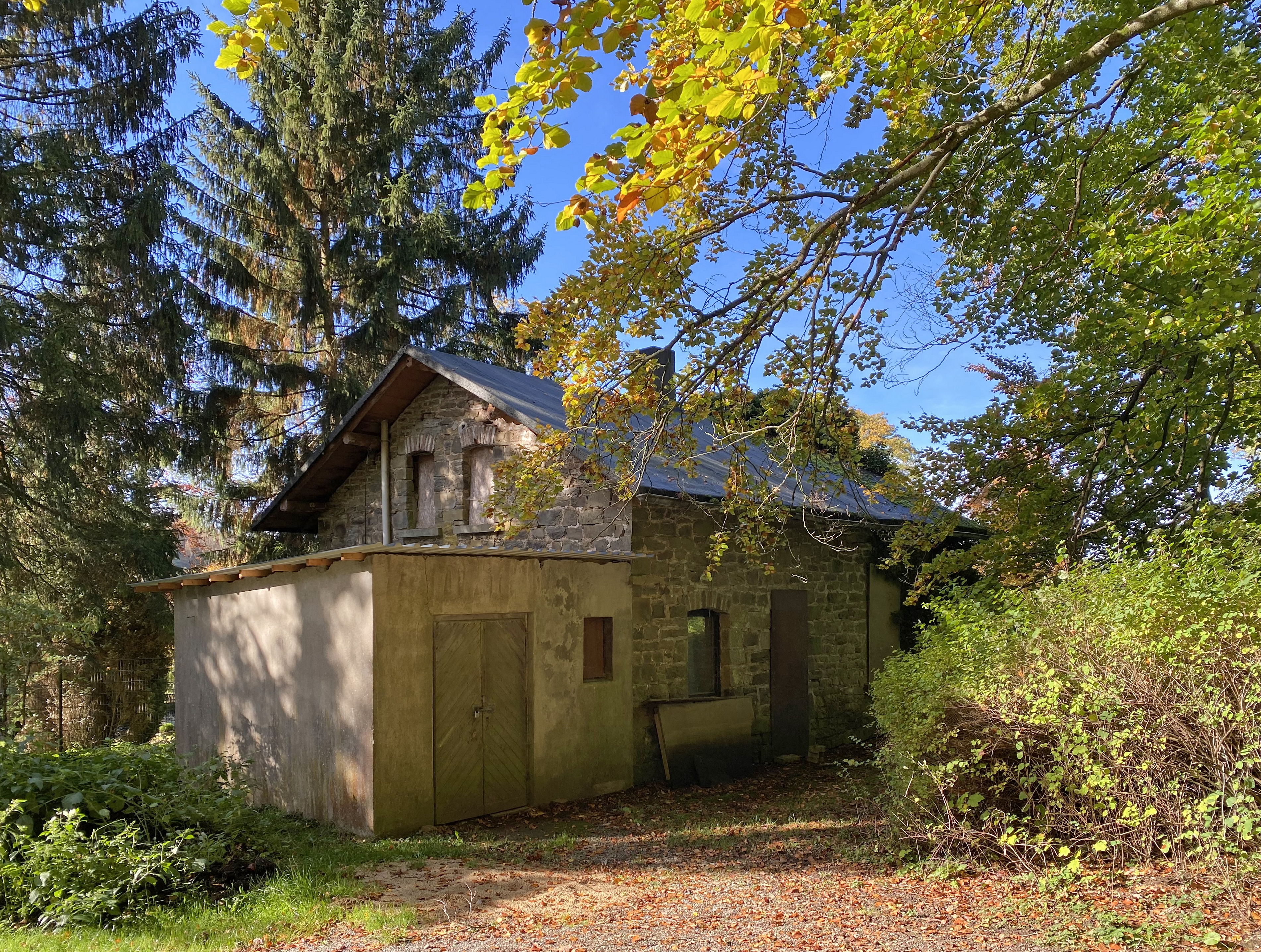
Baudenkmal ehem. Totengräberhaus
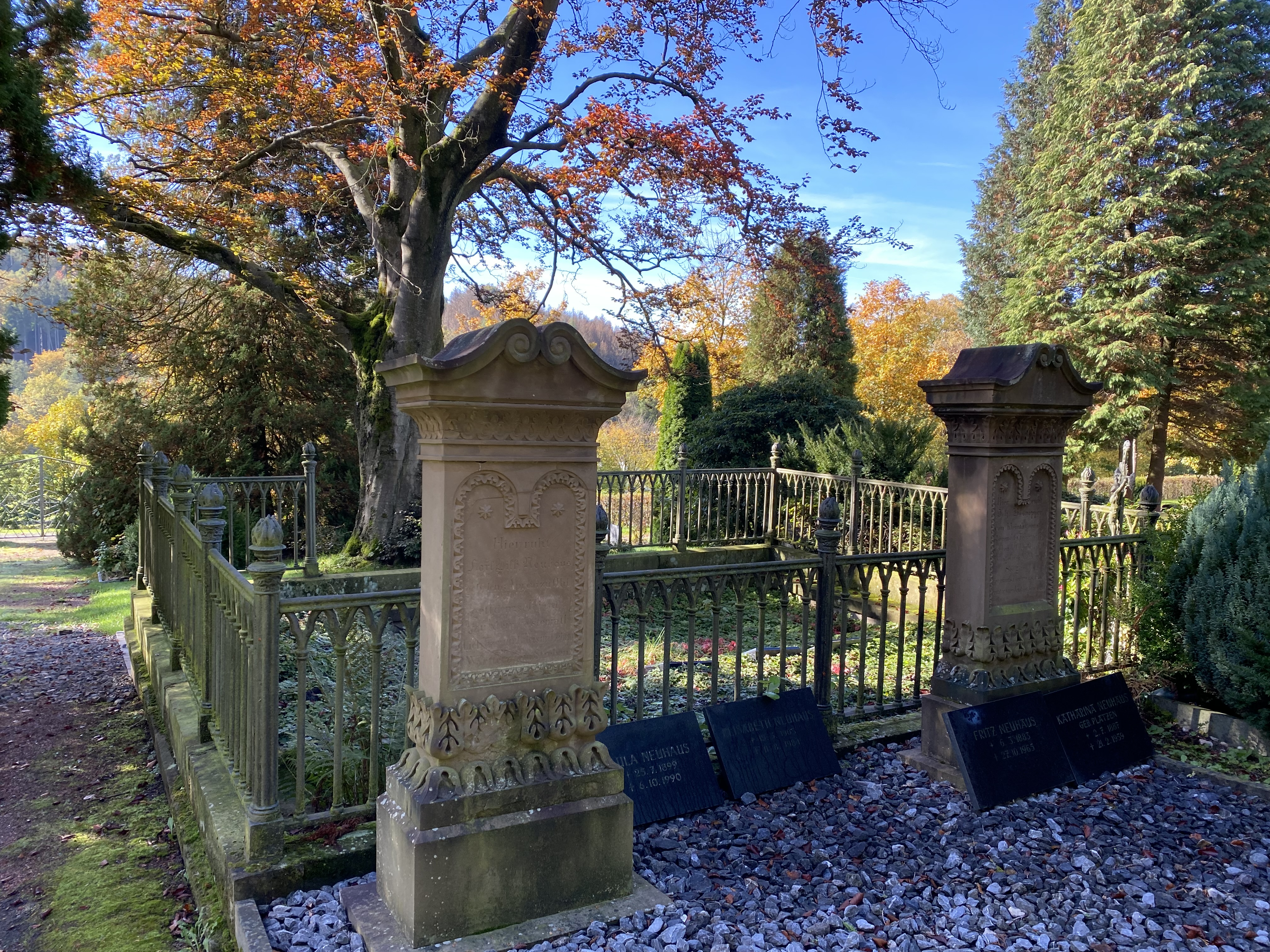
Friedhof Klaswipper: Zwei Grabsteine (1870/1)
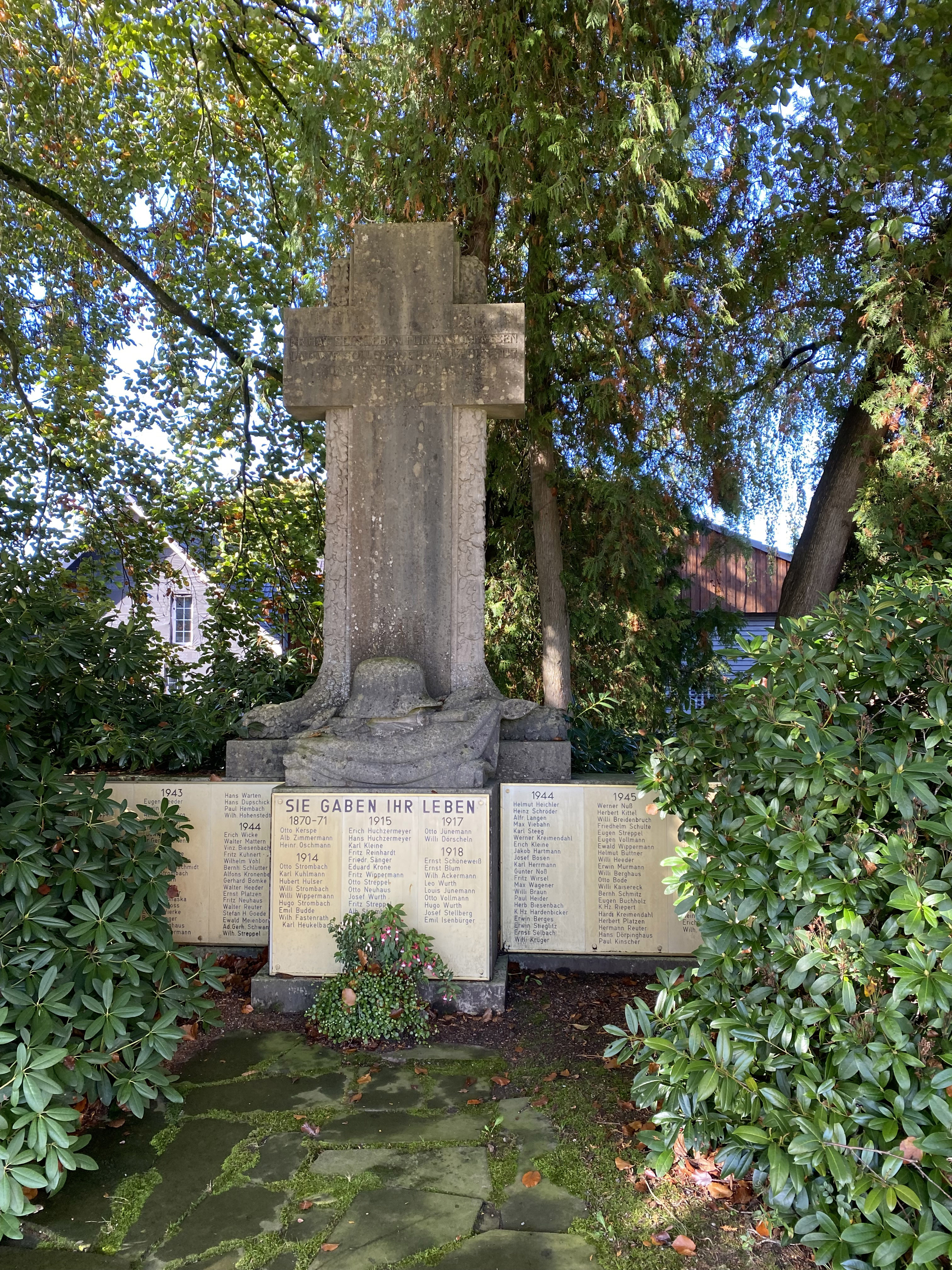
Denkmal für die in den Weltkriegen Gefallenen